# ケント (重巡洋艦)
HMS ケント (HMS Kent, 54) は、イギリス海軍の重巡洋艦。ケント級重巡洋艦のネームシップ。名はイングランド南東部のケント州にちなむ。

## 艦歴
チャタム工廠で建造され1924年11月15日に起工、1926年3月16日に進水し1928年6月25日に竣工した。
1928年12月4日、御大礼特別観艦式に姉妹艦「サフォーク」「ベリック」と共に参列する。
第二次世界大戦勃発時、「ケント」は中国艦隊の第5巡洋艦戦隊所属であった。ケントはインド洋での船団護衛などに従事し、1940年8月には地中海艦隊の第3巡洋艦戦隊に加わった。8月16日、戦艦「ウォースパイト」「マレーヤ」「ラミリーズ」や護衛の駆逐艦と共にアレクサンドリアから出撃し、17日に「ケント」と「ウォースパイト」はフォート・カプッツォを、「マレーヤ」と「ラミリーズ」はバルディアを砲撃した（MB2作戦）。続いて8月の終わりからはハッツ作戦に参加した。これは地中海艦隊への増援を地中海を通して送るというもので、それと同時に船団護衛なども行われた。8月30日、戦艦「ウォースパイト」「マレーヤ」、空母「イーグル」、重巡洋艦「ケント」、軽巡洋艦「オライオン」「シドニー」「グロスター」「リヴァプール」および多数の駆逐艦がアレクサンドリアから出撃した。9月2日、艦隊はマルタの南西で増援部隊と合流した。帰路、「マレーヤ」「イーグル」、防空巡洋艦「コヴェントリー」と「ケント」も含まれる第3巡洋艦戦隊、および駆逐艦8隻が分派された。第3巡洋艦戦隊はさらにそこから別れ、駆逐艦「ヌビアン」「モホーク」と共にナフプリオ湾からの船団を護衛し9月6日にアレクサンドリアに帰投した。
1940年9月15日、「ケント」は戦艦「ヴァリアント」や空母「イラストリアス」などと共にアレクサンドリアから出撃した。16日から17日にかけての夜に「イラストリアス」の搭載機がベンガジを攻撃し、帰路「ケント」は駆逐艦「ヌビアン」と「モホーク」を伴ってバルディアの砲撃に向かった。その途中で「ケント」はイタリアのSM.79雷撃機2機による攻撃を受けて艦尾に魚雷が命中し、33名（32名）が戦死した。ケントは駆逐艦「ヌビアン」に曳航されて9月19日にアレクサンドリアに到着した。修理には1941年9月まで要した。
修理完了後は本国艦隊に所属し、ソ連へ向かう船団の護衛などに従事した。1944年11月12日、「ケント」、軽巡洋艦「ベローナ」、駆逐艦4隻はノルウェー南部の沖でドイツの船団KS357を攻撃した。船団は4隻の貨物船と6隻の護衛（M427、M416、M446、UJ1221、UJ1223、UJ1713）で構成されていた。この戦闘で船団の船は貨物船1隻を除きすべて撃沈破された。
「ケント」は1945年に予備役となり、1948年1月18日に解体のためトルーン着。